# Данзас, Карл Иванович
Карл Иванович Данзас (Шарль д’Анзас; 1764—1831) — российский военный французского происхождения, генерал-майор.

## Биография
Происходил из эльзасского дворянского рода Данзас, обосновавшегося в Кольмаре, где 4 сентября 1738 года родился Жан-Батист д’Анзас. Жан-Батист обучался в иезуитском училище, затем на юридическом факультете Страсбургского университета; 20 апреля 1763 года женился на Софии де Жеррар (ум. 1794). У них, в Оберброне, 7 января 1764 года родился сын Шарль. Жан-Батист д’Анзас был королевским прокурором Верховного Совета Эльзаса и, будучи приговорён революционным трибуналом к казни, бежал в Россию, оставив во Франции жену; некоторое время проживал в Митаве, затем обосновался на подаренной ему бароном Будде-Месмахером, мызе Кемполово Царскосельского уезда, где и умер около 1820 года.
Шарль д’Анзас около 1784 года был студентом Страсбургского университета. Уехал в Россию и, поступив 1 января 1786 года на русскую военную службу — сержантом в Нотебургский пехотный полк, стал именоваться Карлом Ивановичем Данзасом. В том же году он был назначен переводчиком в штаб генерал-аншефа графа Эльмпта. Находясь при нём, продвигался по военной службе, последовательно занимая должности секретаря, адъютанта и генерал-адъютанта. В 1796 году переименован в премьер-майоры.
В 1798 году Данзас был определён подполковником в Санкт-Петербургский гренадерский полк, которым, будучи произведён в полковники (1799), командовал в период с 30.05.1799 по 14.09.1800 года. Затем был произведён в генерал-майоры (14.09.1800) и назначен шефом Таврического гренадерского полка. С 6 апреля 1801 года он был командиром Таврического гренадерского полка. участвовал в русско-прусско-французской войне. В 1807 году был уволен от службы «за болезнью, с мундиром и пенсией».
После реставрации Бурбонов какое-то время провёл на родине в Эльзасе, но впоследствии вернулся в Россию, где и умер 15 (27) мая 1831 года

### Семья
Был женат дважды, на баронессах Корф из рода фон Паддерн. От первого брака, на Доротее Корф — дочь Юлия Доротея Аннета (Юлия Карловна; 26.10.1795, Рига — ?), воспитанница Смольного института (XIII вып., 1812), фрейлина вел. кн. Екатерины Павловны.
Во втором браке, на родной сестре Доротеи — Генриетте, родились дочь и шестеро сыновей:
- София Доротея Генриетта (1798—?)
- Борис Карлович (1799—1868), сенатор, действительный тайный советник;
- Константин Карлович (1801—1870), генерал-майор, лицейский товарищ А. С. Пушкина, секундант на его дуэли с Дантесом;
- Александр Карлович (1802—1845), гвардии полковник;
- Антон Карлович (1805—1849), был женат (с 28 января 1835 года)[2] на Елизавете Дмитриевне Закревской (1815—1866),их сын Борис (1838—1894) — действительный статский советник, дипломат;
- Карл Карлович (1806—1885), вице-губернатор Харькова, Тамбовский гражданский губернатор, тайный советник; дед Юлии Данзас;
- Генрих Филипп Карлович (1808—1833).

## Источник
- Данзас, Карл Иванович // Русский биографический словарь : в 25 томах. — СПб.—М., 1896—1918.